# Sipylos
Sipylos – góra w starożytnej Lidii (obecnie Turcja) znajdująca się pomiędzy dolnym biegiem rzeki Hermos (obecnie Gediz) i północno-wschodnim wybrzeżem Zatoki Smyrneńskiej (Izmir Körfezi).
U jej podnóża miał się znajdować grób Tantala i Niobe (ją samą Zeus miał zamienić właśnie w tę górę). Na południowo-zachodnim stoku góry znajdują się ruiny frygijskich domów z VII lub VI w. p.n.e. i lidyjski grób skalny. Na zboczu od strony północno-wschodniej usytuowany jest duży hetycki relief przedstawiający matkę bogów (XIII w. p.n.e.), identyfikowaną z Kybele.